# Krampenlägret

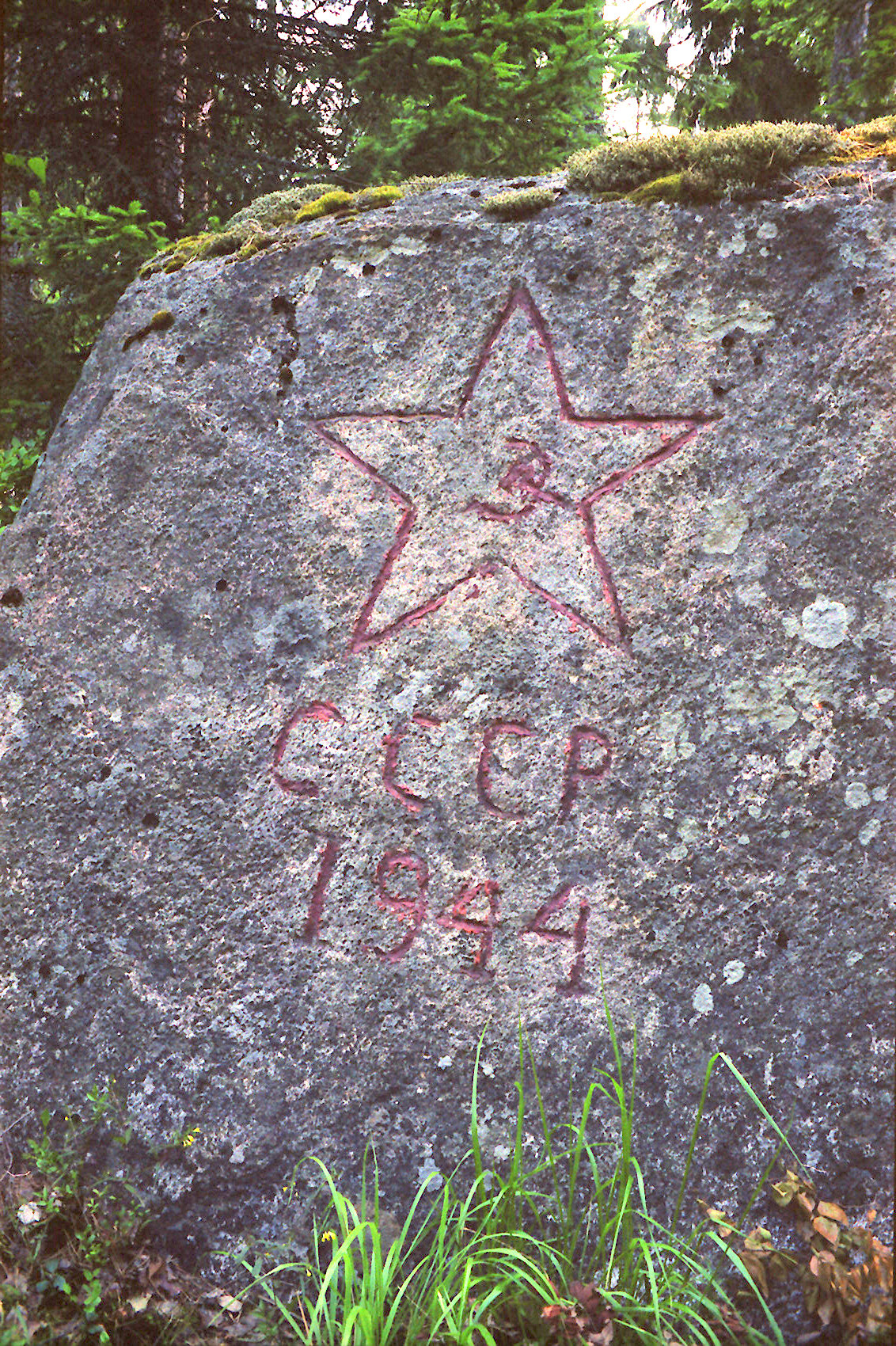
Den så kallade rysstenen vid vägen Karmansbo-Krampen, "ryssvägen". Inskriptionen gjordes av de sovjetiska flyktingar som byggde vägen.

Krampenlägret, ett gammalt arbetsläger, så kallat ryssläger från tiden kring andra världskriget.
Lägret var beläget i västra delen av nuvarande Skinnskattebergs kommun på gränsen mellan socknarna Hed och Skinnskatteberg. Det låg nära Krampens station vid järnvägslinjen Frövi-Avesta.
Inom lägret satt flera hundra sovjetiska krigsfångar internerade under ibland dunkla omständigheter. I oktober 1944 återvände samtliga internerade fångar till Sovjet. Vid den så kallade Rysstenen firas årligen en ceremoni till minne av lägrets fångar.
Lägret användes senare för mottagning av flyktingar från andra länder och fick då status som flyktingläger. I juni 1945 anlände lettiska flyktingar och därefter även rumäner och judar. Först november 1945 upphörde lägrets verksamhet.
Byggnaderna är numera rivna och klassas som fornlämning.